# Друг Крестьянина
Друг Крестьянина — посёлок в Лысковском районе Нижегородской области. Входит в Леньковский сельсовет. Население 83 (2010) жителя .

## Общая физико-географическая характеристика
Географическое положение
Расположен в бассейне реки Валава (правобережье Волги) в 6 км к югу от города Лысково и в 75 км к юго-востоку от Нижнего Новгорода. С трёх сторон окружён лесными массивами.
Часовой пояс
Друг Крестьянина, как и вся Нижегородская область, находится в часовой зоне МСК (московское время). Смещение применяемого времени относительно UTC составляет +3:00.

## Население
| 2002 | 2010 |
| ---- | ---- |
| 143  | ↘83  |

Национальный состав
Согласно результатам переписи 2002 года, в национальной структуре населения русские составляли 96% из 143 человек.

Согласно результатам переписи 2010 года: русские — 91 %, чуваши — 9 %.

## Транспорт
Имеется подъездная дорога от автодороги Лысково — Возрождение, продолжающаяся на юг к деревне Гугино. Недалеко от посёлка (через Лысково) проходит автодорога М7. Железных дорог нет.